# Región de Hambol
Hambol es una de las treinta y una regiones de Costa de Marfil. En mayo de 2014 tenía una población censada de 429 977 habitantes. Está formada por los siguientes departamentos, que se muestran igualmente con población de mayo de 2014:
- Dabakala 189,254
- Katiola 106,905
- Niakaramandougou 133,818[1]